# Союз Т-8
Союз Т-8 е съветски пилотиран космически кораб, който извежда в Космоса екипажа на планираната втора основна експедиция на орбиталната станция Салют-7.

## Екипажи

#### Основен
- Владимир Титов (1) – командир
- Генадий Стрекалов (2) – бординженер
- Александър Серебров (2) – космонавт-изследовател

#### Дублиращ
- Владимир Ляхов – командир
- Виктор Савиних – бординженер
- Александър Александров – космонавт-изследовател

## Параметри на мисията
- Маса: 6850 кг
- Перигей: 196 km
- Апогей: 213 km
- Наклон на орбитата: 51,6°
- Период: 88,6 мин

## Програма
Предвиждало се скачване с орбиталния комплекс Салют-7–Космос 1443, който от декември 1982 г. лети в автоматичен режим.
По време на излизането на орбита, при изхвърлянето на главния обтекател на ракетата-носител е повредена антената на системата за автоматично сближаване „Игла“. Поради това тя не се отваря в работно положение и става невъзможно системата да бъде използвана. Екипажът прави няколко опита за скачване в ръчен режим. След като е изчерпан запасът от гориво, е решено полетът да бъде прекратен и екипажът да се върне на Земята.